# Kevin Großkreutz
Kevin Großkreutz (Dortmund, Alemania, 19 de julio de 1988) es un exfutbolista alemán que jugaba de centrocampista o defensa.

## Trayectoria
Großkreutz jugó en equipos juveniles como el VfL Kemminghausen y el Merkur 07. En 2002 jugó en el Borussia Dortmund, donde jugó hasta que fue transferido al Rot Weiss Ahlen. Fue promovido al primer equipo en 2006 y debutó profesionalmente. Posteriormente, en 2008, el club ascendió a la 2. Bundesliga en 2008. Anotó 12 goles y fue nombrado en el equipo ideal del año según la Kicker-Magazin.
Regresó al Borussia Dortmund en julio de 2009. Fue uno de los jugadores franquicia del Dortmund de Jürgen Klopp, su entrenador, por su entrega a la hora de defender y de atacar, siendo Kevin uno de los más sacrificados en este aspecto y dejando el club "Aurinegro" como un de los ídolos de la era Klopp.
En marzo de 2017 el VfB Stuttgart le rescindió su contrato debido a una pelea callejera en la que se vio involucrado.
En julio de 2018 se unió al KFC Uerdingen 05. Abandonó el club en octubre de 2020 y, tras unos meses sin equipo, en enero de 2021 anunció su retirada.

## Selección nacional
Großkreutz formó parte de la selección sub-21 de Alemania. Debutó con la selección absoluta de Alemania en un amistoso ante Malta en mayo de 2010.
El 8 de mayo de 2014, Großkreutz fue incluido en la lista preliminar de 30 jugadores por el entrenador Joachim Löw con miras a la fase final de la Copa del Mundo. Fue ratificado entre los 23 jugadores que viajaron a Brasil el 2 de junio.

### Participaciones en Copas del Mundo
| Mundial           | Sede   | Resultado |
| ----------------- | ------ | --------- |
| Copa Mundial 2014 | Brasil | Campeón   |

## Clubes
| Club              | País     | Año       |
| ----------------- | -------- | --------- |
| Rot Weiss Ahlen   | Alemania | 2006-2009 |
| Borussia Dortmund | Alemania | 2009-2015 |
| Galatasaray S. K. | Turquía  | 2015      |
| VfB Stuttgart     | Alemania | 2016-2017 |
| SV Darmstadt 98   | Alemania | 2017-2018 |
| KFC Uerdingen 05  | Alemania | 2018-2020 |

## Palmarés

### Títulos nacionales
| Título                | Club              | País     | Año  |
| --------------------- | ----------------- | -------- | ---- |
| Bundesliga            | Borussia Dortmund | Alemania | 2011 |
| Bundesliga            | Borussia Dortmund | Alemania | 2012 |
| Copa de Alemania      | Borussia Dortmund | Alemania | 2012 |
| Supercopa de Alemania | Borussia Dortmund | Alemania | 2013 |
| Supercopa de Alemania | Borussia Dortmund | Alemania | 2014 |

### Títulos internacionales
| Título                 | Club (*)              | Sede   | Año  |
| ---------------------- | --------------------- | ------ | ---- |
| Copa Mundial de Fútbol | Selección de Alemania | Brasil | 2014 |

(*) Incluyendo la selección.